# Ма Цзянь
Ма Цзянь (кит. трад. 馬建, 18 августа 1953, Циндао) — китайский писатель и художник, диссидент.

## Биография
Учился живописи, но его наставник в начале 1960-х годов подвергся репрессиям. Его обучение в школе было прервано культурной революцией, жертвой которой стал его дед. Учился собственными усилиями по книгам. В 1979 приехал в Пекин, стал фотожурналистом в газете Федерации профсоюзов, где работал до 1983.
Сблизился с художественным и литературным андеграундом, устраивал выставки у себя на квартире, где стали собираться китайские диссиденты, художники и писатели-нонконформисты. В 1983, в ходе очередной кампании по «очищению рядов творческой интеллигенции», был арестован. Освободившись, отправился в путешествие по стране, где продавал свои живописные работы. Через три года вернулся в Пекин, опубликовал в журнале нелицеприятные путевые записки о Тибете (1986), которые были осуждены официальными властями, тираж уничтожен, а дальнейшие публикации писателя запрещены. После событий на площади Тяньаньмэнь, когда он принял активное участие в протестах демократической молодежи, писатель в 1989 переехал в Гонконг. После передачи Гонконга Китаю в 1997 Ма Цзянь перебрался в ФРГ, а в 1999 обосновался в Лондоне. Постоянно приезжает в Китай и сохраняет связи с ним. Участвовал в основании независимого китайского ПЕН-Центра (2001) и в его последующей работе.
Живет в Лондоне со своей спутницей, переводчицей Флорой Дрю и их четырьмя детьми.

## Книги

### Рассказы и повести
- Высунь язык/ (亮出你的舌苔或空空荡荡) (1987)
- Собачья жизнь/ (你拉狗屎) (1987)
- Жалоба/ (怨碑) (1996)

### Романы
- Бардо/ (思惑) (1989)
- Изготовитель лапши/ (拉面者) (1991)
- Девять перекрестков/ (九条叉路) (1993)
- Красная пыль/ (红尘) (2003)
- Пекинская кома/ (肉之土) (2009)
- Темная дорога/ (阴之道) (2012, длинный список премии «Индепендент» за переводную прозу)

### Другие сборники
- Дорога Ма Цзяня/ (马建之路) (1987, путевые заметки и фотографии)
- Спутник по жизни/ (人生伴侣) (1996, стихи и эссе)
- Самая глубокая связь/ (发生关系) (1997, эссе)

## Признание
Премия Томаса Кука за путевую прозу (2002). Премия журнала Досье на цензуру (2009). Афинская литературная премия (2010) и др. Проза Ма Цзяня переведена на полтора десятка языков мира, включая корейский и японский. Нобелевский лауреат Гао Синцзянь назвал его «одним из самых смелых и важных голосов в сегодняшней китайской литературе».